# Paidocentrismo
El paidocentrismo es un concepto propuesto por Comenio (1592-1670) que se basa en entender al estudiante como centro del proceso educativo, entrando por tanto en clara contradicción con las metodologías tradicionales, donde era el profesor el eje central de dicho proceso. Este autor destaca la importancia de educar mediante la razón, en lugar de los gritos, los azotes o la cárcel.
El paidocentrismo es retomado posteriormente por corrientes pedagógicas como la nueva escuela.